# Twilight of the Dark Master
 Twilight of the Dark Master  (支配者の黄昏, Shihaisha no Tasogare) est un manga de Saki Okuse publié en 1991 par Shinshokan. L'œuvre est adaptée en un OVA sorti en 1998 au Japon.

## Synopsis
Depuis la nuit des temps, démons et gardiens, créés par la grande Mère, se battent pour la Terre. Les gardiens ont réussi jusqu’ici à empêcher les démons de détruire l'humanité et le monde lui-même.
En 2019, Neo-Shinjuku, les derniers démons et gardiens continue de se livrer une guerre dont le sort de l'humanité dépend. Lorsque le petit-ami de Shizuka, Eiji se transforme en démon devant elle, celle-ci part dans les bas-fonds de la ville à la recherche d’une explication. Shizuka  rencontre Tsunami, un des derniers gardien, qui se met à la recherche de l’origine du mal. Ils tombent sur Takamya, le maitre démon banni qui essaye à nouveau de reprendre ses forces en utilisant Eiji.

## Personnages
- Tsunami Shijo : un gardien and manipulateur du feu
- Eiji Kurizawa: le petit-ami de Shizuka transformé en démon à la suite d'une manipulation génétique
- Shizuka Tachibana: La petite-amie de Eiji
- Huang Long et Chen Long: frère et sœur, au service de Takamya
- Takamya: le maître démon

## Fiche technique
- Titre : Twilight of the Dark Master
- Réalisation : Akiyuki Shinbo
- Scénario : auteur originale Saki Oku
- Pays d'origine :  Japon
- Année de production : 1997
- Genre : Science-fiction, Cyberpunk, Horreur
- Durée :   50 minutes
- Dates de sortie :  Allemagne (DVD)
- Hénérique : Twilight of the Dark Maste,  par Typecell